# Liste d'abréviations concernant le Mexique
Cette page liste des abréviations et sigles concernant le Mexique

## États
| Liste des abréviations des états du Mexique |           |        |             |             |
| État                                        | Commune   | RENAPO | ISO 3166-2  | ISO 3166-2  |
| État                                        | Commune   | RENAPO | (2 Lettres) | (3 Lettres) |
| Aguascalientes                              | Ags.      | AS     | AG          | AGU         |
| Baja California                             | B.C.      | BC     | BC          | BCN         |
| Baja California Sur                         | B.C.S.    | BS     | BS          | BCS         |
| Campeche                                    | Camp.     | CC     | CM          | CAM         |
| Chiapas                                     | Chis.     | CS     | CS          | CHP         |
| Chihuahua                                   | Chih.     | CH     | CH          | CHH         |
| Coahuila                                    | Coah.     | CL     | CO          | COA         |
| Colima                                      | Col.      | CM     | CL          | COL         |
| Mexico                                      | C.D.Mx.   | DF     | CX          | CMX         |
| Durango                                     | Dgo.      | DG     | DG          | DUR         |
| Guanajuato                                  | Gto.      | GT     | GT          | GUA         |
| Guerrero                                    | Gro.      | GR     | GR          | GRO         |
| Hidalgo                                     | Hgo.      | HG     | HG          | HID         |
| Jalisco                                     | Jal.      | JC     | JC          | JAL         |
| État de Mexico                              | Edo. Méx. | MC     | EM          | MEX         |
| Michoacán                                   | Mich.     | MN     | MI          | MIC         |
| Morelos                                     | Mor.      | MS     | MO          | MOR         |
| Nayarit                                     | Nay.      | NT     | NA          | NAY         |
| Nuevo León                                  | N.L.      | NL     | NL          | NLE         |
| Oaxaca                                      | Oax.      | OC     | OA          | OAX         |
| Puebla                                      | Pue.      | PL     | PU          | PUE         |
| Querétaro                                   | Qro.      | QO     | QT          | QUE         |
| Quintana Roo                                | Q.R.      | QR     | QR'         | ROO         |
| San Luis Potosí                             | S.L.P.    | SP     | SL          | SLP         |
| Sinaloa                                     | Sin.      | SL     | SI          | SIN         |
| Sonora                                      | Son.      | SR     | SO          | SON         |
| Tabasco                                     | Tab.      | TC     | TB          | TAB         |
| Tamaulipas                                  | Tamps.    | TS     | TM          | TAM         |
| Tlaxcala                                    | Tlax.     | TL     | TL          | TLA         |
| Veracruz                                    | Ver.      | VZ     | VE          | VER         |
| Yucatán                                     | Yuc.      | YN     | YU          | YUC         |
| Zacatecas                                   | Zac.      | ZS     | ZA          | ZAC         |

## Autres
- ABM : Asociación de Banqueros de México
- AICM : Aeropuerto Internacional de la Ciudad de México
- Afore : Administradoras de Fondo para el Retiro
- ALCA : Area de Libre Comercio de las Américas
- AMHM : Asociación Mexicana de Hoteles y Moteles
- AMIS : Asociación Mexicana de Instituciones de Seguros
- ANATD : Asociación Nacional de Tiendas de Autoservicio y Departamentales
- BdeM : Banco de México
- BPA : Bonos de Protección al Ahorro
- CAP : Consejo Agrario Permanente
- CAPEM : Centro de Análisis y Proyecciones Económicas de México
- CCE : Consejo Coordinador Empresarial
- CEESP : Centro de Estudios Económicos del Sector Privado
- Cenapred : Centro Nacional de Prevención de Desastres
- Cetes : Certificados de la Tesorería
- CFE : Comisión federal de Electricidad
- CFT : Comisión Federal de Telecomunicaciones
- CNBV : Comisión Nacional Bancaria y de Valores
- Comce : Consejo Mexicano de Comercio Exterior
- Coparmex : Confederación Patronal de la República Mexicana
- ERPI : Ejército Revolucionario del Pueblo Insurgente
- FSTSE : Federación de Sindicatos de Trabajadores al Servicio del Estado
- GDF : Gobierno del Distrito Federal
- IMSS : Instituto Mexicano del Seguro Social
- Inmecafé : Instituto Mexicano del Café
- INPC : Índice Nacional de Precios al Consumidor
- ISSSTE :  Instituto de Seguridad y Servicios Sociales de los Trabajadores del Estado
- PGR : Procuraduría General de la República
- SAR :
- SAT : Servicio de Administración Tributaria, c'est l'organisme public chargé de la collecte des impôts.
- SCT : Secretaría de Comunicaciones y Transportes
- Sedesol : Secretaría de Desarrollo Social. Ministère du développement social.
- SHCP : Secretaría de Hacienda y Crédito Público.Titre officiel du ministère des finances. Le site officiel
- Siefore : Sociedades de Inversión Especializadas en Fondos para el Retiro
- Ssa : Secretaría de Salud
- SSP : secretario de Seguridad Pública
- STPS : Secretaría de Trabajo y Previsión Social
- TDA : tasa de desempleo abierto
- Telmex : Teléfonos de México (Telmex
- TLCAN : Tratado de Libre Comercio de América del Norte (ALENA en français)
- UCIR : Unión de Comunidades Indígenas de la Región del Istmo
- UAM  : Université autonome métropolitaine
- UNT : Unión Nacional de Trabajadores
- UNTA  : Unión Nacional de Trabajadores Agrícolas